# Star Wars Battlefront (jeu vidéo, 2015)
Pour le jeu original, voir Star Wars: Battlefront (2004).
Star Wars: Battlefront est un jeu vidéo basé sur l'univers de Star Wars, développé par DICE et édité par Electronic Arts, sorti en novembre 2015 sur Windows, PlayStation 4 et Xbox One.

## Trame
Le jeu se concentre sur cinq films de la saga Star Wars, Rogue One: A Star Wars Story, Un nouvel espoir, L'Empire contre-attaque, Le Retour du Jedi et Le Réveil de la Force. Star Wars Battlefront met en scène des combats armés entre les forces de l'Empire galactique et d'une organisation s'y opposant, l'Alliance rebelle (parfois appelée la Rébellion) sur diverses planètes de la galaxie fictive. Ainsi, les planètes Tatooine (apparaissant dès Un nouvel espoir), Hoth, Bespin (issues de L'Empire contre-attaque), Endor (vue dans Le Retour du Jedi), Sullust (mentionnée dans le même film), Jakku (provenant de Le Réveil de la Force) et Scarif (venant de Rogue One: A Star Wars Story) sont les principaux théâtres de guerre tout comme l'Étoile de la mort, la base militaire de l'Empire galactique.

## Système de jeu
Star Wars: Battlefront est un jeu d'action jouable à la première personne ou à la troisième personne, les joueurs pouvant changer de vue à tout moment. Le jeu inclut des missions en coopération, mais pas de mode campagne. Les joueurs peuvent remplir les missions indépendamment ou avec un autre joueur; le jeu prend en charge un écran partagé à la fois sur la Xbox One et la PlayStation 4, excluant la version PC.
Le mode multijoueur prend en charge jusqu'à 40 joueurs maximum (20 par équipe, cela dépend des niveaux) avec des affrontements entre l'Empire et l'Alliance rebelle.

## Distribution
- Antony Hansen (en) (VF : Taric Mehani) : Luke Skywalker
- John Armstrong (VF : Loïc Houdré) : Han Solo
- Misty Lee (VF : Laurence Bréheret) : princesse Leia Organa
- Matt Sloan (en) (VF : Philippe Catoire) : Dark Vador
- Sam Witwer (VF : Georges Claisse)[8] : empereur Palpatine
- Temuera Morrison (VF : Olivier Peissel) : Boba Fett
- Billy Dee Williams (VF : Frantz Confiac) : Lando Calrissian
- Simon Pegg (VF : Paul Borne) : Dengar
- Dee Bradley Baker (VF : Christian Pelissier) : Bossk
- Anthony Daniels (VF : Jean-Claude Donda) : C-3PO
- Tom Kane (VF : Frédéric Cerdal) : amiral Ackbar

 Source : version originale sur Behind The Voice Actors

## Développement
Le 29 septembre 2006, Computer and Video Games annonce que Free Radical Design a amorcé le développement du jeu, mais ni Free Radical Design ni LucasArts ne corroborent l'annonce,. En juin 2008, Kotaku prétend tenir, de la part d'un ancien employé de LucasArts, des informations selon lesquelles Star Wars: Battlefront 3 est en cours de développement. Le même mois, Free Radical Design annonce avoir perdu les droits de développement sur Star Wars: Battlefront 3; l'avancement du jeu est donc bloqué après deux ans de travail. Le 28 décembre 2008, des vues d'artiste de personnages de Star Wars portant la mention Battlefront 3 apparaissent à la suite de l'indiscrétion d'un employé licencié.
Le 15 janvier 2006, une vidéo du jeu sort sur internet à la suite d'une présentation confidentielle de Battlefront 3 dans les locaux de Free Radical. La vidéo a été supprimée sur IGN à la demande de LucasArts. Peu de temps après, un ancien employé de Free Radical Design dit de certaines technologies prévues pour le jeu qu'elles sont « moribondes ». En mars, un porte-parole de Pandemic Studios réfute les spéculations selon lesquelles Pandemic aurait repris le projet, ajoutant que le développement semble être suspendu,. Plus tard, des rumeurs parlent cette fois de la reprise en mains du titre par Rebellion Developments. Rebellion Developments annonce en fait Star Wars: Battlefront - Elite Squadron peu de temps après. Le 14 mai 2010, des salles d'attente pour Battlefront 3 sont visibles sur GameSpy, et incitent à spéculer sur une annonce officielle lors de l'E3 2010, ce qui finalement n'a pas lieu. Lors de la fermeture de LucasArts par Disney, on apprend que le jeu était en développement et il a été annulé comme Star Wars 1313.
C'est finalement à l'E3 2013 que le développeur DICE annonce officiellement le développement du jeu. À noter que le jeu dispose du même moteur graphique que Battlefield 4, c'est-à-dire le Frostbite 3, et qu'il n'est pas une reprise de Battlefront 2 mais bien un jeu entièrement développé par DICE. Le 28 octobre 2014, Andrew Wilson, directeur général d'Electronic Arts, annonce une sortie du jeu pour Noël 2015, afin de coïncider avec le prochain film Star Wars. Le jeu est ensuite présenté le 17 avril 2015 à la Star Wars Celebration à Anaheim, en Californie, où les premiers détails du gameplay et la deuxième bande-annonce furent révélés. Lors de la Célébration, EA annonce une date de sortie pour le 17 novembre 2015 et déclare que Star Wars: Battlefront sera le premier jeu à profiter du son Dolby Atmos, mais uniquement sur PC, la PlayStation 4 et la Xbox One n'étant pas pris en charge. Le 19 août 2015, lors du D23, Disney Interactive et Electronic Arts confirment Star Wars Battlefront et présentent des éléments de production.
Une version bêta du jeu fut disponible d'abord du 8 au 12 octobre 2015 puis prolongée jusqu'au 13 octobre sur les trois plates-formes avec la possibilité de choisir son camp ainsi que trois modes de jeu : Walker Assault (40 joueurs) sur Hoth, Drop Zone (8 contre 8) sur Sullust et Survival Mission (seul ou en coopération) sur Tatooine avec certains véhicules utilisables,. Celle-ci fut jouée par plus de 9 millions de joueurs, faisant alors de la bêta de Star Wars: Battlefront la bêta la plus jouée dans l'histoire des jeux EA. Le 18 novembre 2015, Blake Jorgensen le CFO d'EA annonce plusieurs suites au jeu Star Wars: Battlefront dans le cadre d'un partenariat décennal avec Disney,.

## Contenu
En juin 2014, lors de l'E3, la conférence de presse révèle que la planète Hoth et la lune d'Endor seront des cartes jouables dans le jeu.
Lors de la Star Wars Celebration à Anaheim, Electronic Arts dévoile quelques images et confirme la présence de spacetroopers, Dark Vador, Boba Fett, Palpatine, Luke Skywalker, Leia Organa, Han Solo et des aliens du côté de l'Alliance rebelle : Sullustéens et Ishi Tib. Le joueur pourra utiliser des gadgets comme un bouclier de protection ou un réacteur dorsal. Côté véhicules, EA confirme les speederbikes, les TS-TT, les TB-TT, les Y-wings et le Faucon Millenium ainsi que le Slave I. Le nombre de cartes au lancement est de 12 réparties sur quatre planètes : Hoth, Endor, Tatooine et Sullust. Cependant, seules quatre d'entre elles sont jouables sur les modes "Walker Assault" et "Suprémacie" qui sont les modes principaux de Battlefront EA. L'éditeur en profite pour annoncer un premier contenu téléchargeable, intitulé « Bataille de Jakku », où les événements du Réveil de la Force se déroulent. Le contenu sera gratuit pour tous les joueurs et sortira le 8 décembre 2015 et une semaine plus tôt pour ceux qui ont précommandé le jeu. Deux nouveaux héros font leur apparition en mars 2016, Greedo et Nien Nunb et de nouvelles maps sur Sullust (une usine de Chasseur TIE) et Tatooine (le palais de Jabba).

## Accueil

### Ventes
Le jeu s'est vendu à 16 millions d'exemplaires dans le monde.
Le 11 février 2016, la redevance sur le jeu Star Wars Battlefront permet à Disney de compenser le déclin de Disney Infinity.